# VIA Eden

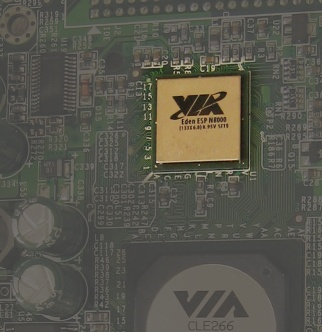
Eden-N 800 MHz-es processzor, a kondenzátorok és a VIA CLE266 northbridge mellett. A mérete mindössze 1,5 × 1,5 cm (a hőterelő lemez nélkül).

A VIA Eden a VIA Technologies C3/C7 x86-kompatibilis mikroprocesszorainak egy változata, amelyet a beágyazott eszközökben történő felhasználásra terveztek. Ezek a processzorok kisebb tokozásban jelentek meg, alacsonyabb teljesítményfelvétel jellemzi őket, és a C sorozat megfelelő processzorainál kicsit alacsonyabb teljesítmény, ami a csökkentett órajel következménye. Ezeket a processzorokat előszeretettel építik be EPIA mini-ITX, nano-ITX és Pico-ITX alaplapokba.
Az Eden processzorok négy fő változatban készülnek:
- Eden ESP: Samuel 2 és Nehemiah magok (300 MHz – 1.0 GHz) – EBGA 35mm × 35mm tokozás, 66/100/133 MHz FSB
- Eden-N: Nehemiah mag (533 MHz – 1.0 GHz) – NanoBGA 15mm × 15mm tokozás, 133 MHz FSB
- Eden: Esther mag (400 MHz – 1.2 GHz) – NanoBGA2 21mm × 21mm tokozás, 400 MT/s FSB
- Eden ULV: Esther mag (500 MHz – 1.5 GHz) – NanoBGA2 21mm × 21mm tokozás, 400 MT/s FSB

Az Eden ULV 500 MHz-es processzor-változat volt az első, amely elérte az 1 wattos TDP értéket.

## Fordítás
Ez a szócikk részben vagy egészben  a   VIA_Eden című angol Wikipédia-szócikk ezen változatának fordításán alapul.  Az eredeti cikk szerkesztőit annak laptörténete sorolja fel. Ez a jelzés csupán a megfogalmazás eredetét és a szerzői jogokat jelzi, nem szolgál a cikkben szereplő információk forrásmegjelöléseként. 